# Minuartia hybrida
Minuartia hybrida é uma espécie de planta com flor pertencente à família Caryophyllaceae. 
A autoridade científica da espécie é (Vill.) Schischk., tendo sido publicada em Flora URSS 6: 488. 1936.

## Portugal
Trata-se de uma espécie presente no território português, nomeadamente os seguintes táxones infraespecíficos:
- Minuartia hybrida subsp. hybrida - presente em Portugal Continental. Em termos de naturalidade é nativa da região atrás referida. Não se encontra protegida por legislação portuguesa ou da Comunidade Europeia.